# Invasion (action militaire)
Pour les articles homonymes, voir Invasion.

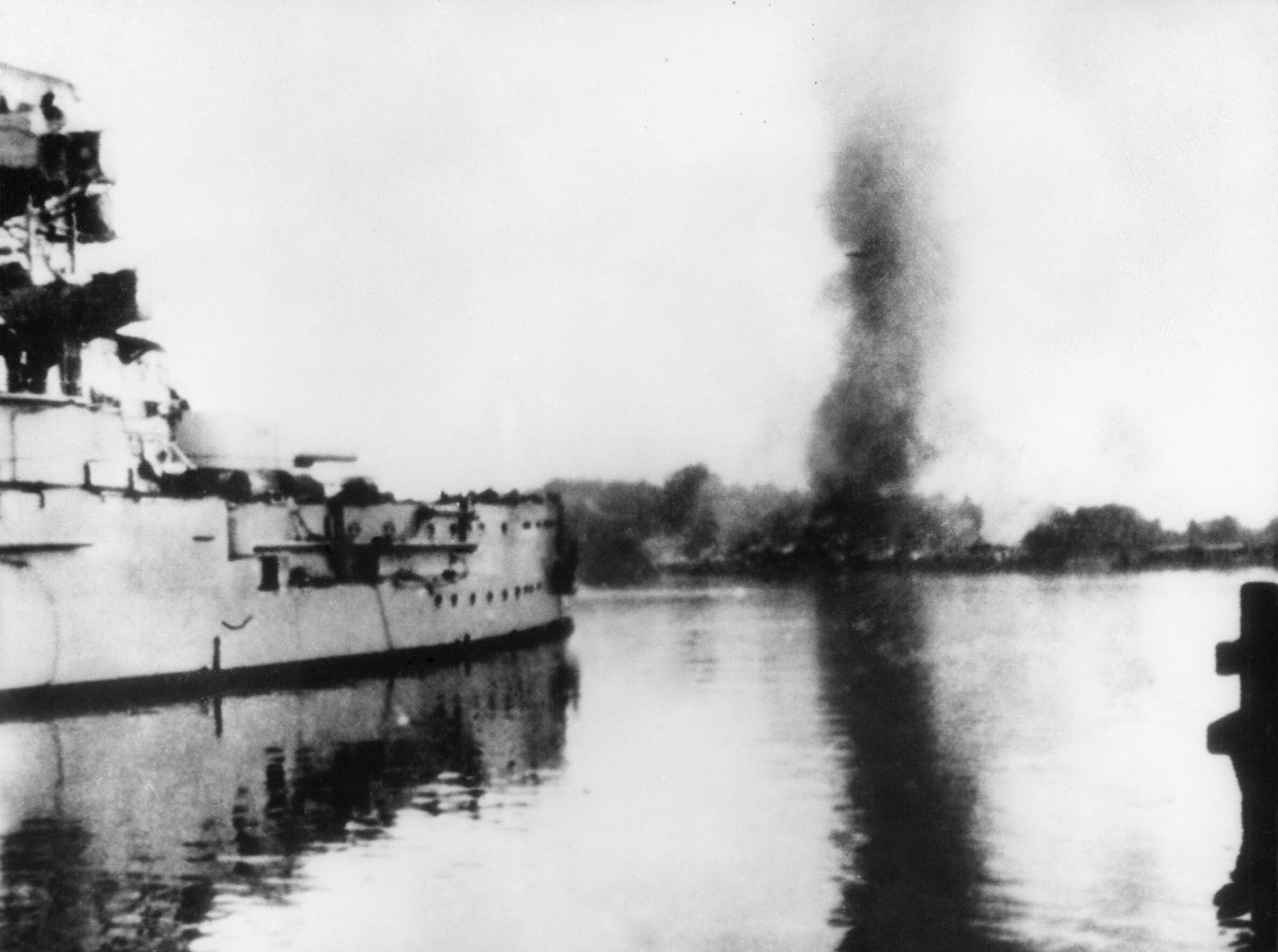
L'invasion nazie-soviétique de la Pologne, Photo du 5 septembre 1939. Le cuirassé allemand SMS Schleswig-Holstein tire sur un dépôt de transit militaire polonais pendant le siège de Westerplatte.

Une invasion est une action militaire qui menace directement l'autonomie d'une nation ou territoire. Elle fait partie des actes d'agression définis par l'Assemblée générale des Nations unies en 1974, et des crimes d'agression définis en 2010 dans le Statut de la Cour pénale internationale.
Le mot intervention est quelquefois utilisé comme un euphémisme.

## Sens du mot
L’invasion  est une « pénétration d’unités militaires dans un territoire appartenant à un autre État ». Il s'agit là du sens habituel donné au mot, selon le juriste Michael Bothe, professeur à l’université Johann Wolfgang Goethe ; « c’est dans ce sens que le terme est utilisé, par exemple, dans la définition de l’agression formulée par l’Assemblée générale des Nations unies, qui inclut « l’invasion ou l’attaque du territoire d’un État par les forces armées d’un autre État » », écrit ce spécialiste de droit international.
L'invasion fait partie des actes d'agression définis par l'Assemblée générale des Nations unies en 1974 dans la résolution 3314, et des crimes d'agression définis en 2010 dans le Statut de Rome de la Cour pénale internationale.
La question de savoir quand ou à quelles conditions une invasion devient une occupation, au sens juridique du terme, n'est pas tranchée, selon plusieurs spécialistes.
Les expressions « intervention militaire », « incursion », « libération », sont parfois critiquées comme des euphémismes masquant la réalité d'une invasion, de même que le fait de parler de « conflit » pour désigner une guerre, ou de « dommages collatéraux »  pour évoquer les civils tués dans des bombardements qui ciblaient en théorie des combattants,,. Selon le journaliste Stephen Thorne, ces termes sont privilégiés par « les stratèges militaires et politiques » pour tenter d'affaiblir la violence de certaines réalités aux yeux de l'opinion publique. De même, pour le politologue Cédric Istasse, l'expression « opération militaire spéciale » employée par la Russie pour parler de l'invasion russe de l'Ukraine est un autre euphémisme dans un contexte de guerre des mots.

## Chronologie

### Avant 900
- 278 av. J.-C. : Grande expédition des Celtes, dont une partie s'installe en Anatolie.
- 120-101 av. J.-C. : guerre des Cimbres qui tentent de s'installer en Gaule, en Hispanie et en Gaule cisalpine.
- 55-43 av. J.-C. : invasion de l'île de Bretagne par les Romains.
- 406–407 : invasion de la Gaule par les Alains, les Suèves et les Vandales, puis par les Burgondes, comme résultat des invasions hunniques en Europe. Ce sont les événements qui ont donné naissance aux « Grandes invasions » dans l'Historiographie moderne.
- vers 450 : invasion de l'île de Bretagne par les Angles et les Saxons.
- vers 580 : invasion des Slaves qui occupent le territoire compris entre les Balkans et la mer Baltique.
- 642-711 : invasion de l'Ifriqiya par les troupes arabo-musulmanes lors de la conquête musulmane du Maghreb.
- 711-732 : conquête musulmane de l'Espagne, ou Conquista.
- 895-955 : invasions des Magyars qui s'installent finalement en "Hongrie".

### 900-1199
- 914, 919 et 969 : invasions de l'Égypte par les Fatimides de Tunisie.
- 1019 : invasion de Kyushu, Japon par les Jurchen pirates.
- 1066 : invasion de l'Angleterre par les Norvégiens et les Normands. Les Normands remportèrent cette conquête.
- 1068 : invasion de l'Égypte par les Turcs Seldjoukides.
- 1085-1118: Reconquista de Tolède et de Saragosse.
- 1099 : conquête de la Terre Sainte par les Croisés.
- 1102, 1103, 1105 : invasion du royaume de Jérusalem par les Égyptiens.
- 1115-1118 : invasion de l'Égypte par les troupes du royaume de Jérusalem.
- 1171, 1173 et 1187 : invasion du royaume de Jérusalem par les Égyptiens.
- 1191 : invasion de Chypre par les Anglais (Troisième croisade).

### 1200-1299
- 1236-1248: Reconquista de Cordoue et Séville.
- 1296 : invasion de l'Écosse par les Anglais.
- 1297 : invasion de Monaco par une armée génoise.
- Invasions Gengiskhanide.

#### Mongols
- 1205-1209 : Invasion des Xia occidentaux par les Mongols.
- 1211-1234 : Invasion du royaume de Jin/Chin par les Mongols.
- 1218-1220 : Invasion du Khwarezm par les Mongols.
- 1220-1224 : Invasion de la Georgians and the Cumans of the Caucasus, the Kuban, Astrakhan, Russia, Ukraine par les Mongols.
- 1236 : Invasion de la Corée par les Mongols.
- 1237-1238 : Invasion de la Russie par les Mongols.
- 1240 : Invasion de l'Ukraine, la Pologne et la Hongrie par les Mongols.
- 1241 : Invasion de l'Autriche par les Mongols.
- 1244 : Invasion de l'Anatolie par les Mongols.
- 1251-1259 : Invasion de la Perse, la Syrie et la Mésopotamie par les Mongols (Tamerlan).
- 1274 et 1281 : Invasion du Japon par les Mongols.
- 1281 : Invasion de la Syrie par les Mongols.
- 1283, 1285 et 1287 : Invasion du Viêt Nam par les Mongols.
- 1293 : Invasion de Java par les Mongols.

### 1300-1699
- 1421 : Invasion de l'Égypte par les forces du royaume de Chypre.
- 1347-1526 : les Turcs ottomans s'emparent des Balkans et de la Hongrie.
- 1484-1492: Reconquista du royaume de Grenade.
- 1499 :  Invasion de l'Italie par les Français.
- 1512 : Invasion de la Navarre par les Espagnols.
- 1515 :  Invasion de l'Italie par les Français.
- 1592-1598 :  Invasion de la Corée par les Japonais.
- 1594 : Invasion de Cambodge par le Siam.
- 1650 : Invasion de l'Écosse par les Anglais.

### 1700-1915
- 1745 : invasion de l'Angleterre par les Écossais.
- 1756 : invasion de la Saxe par la Prusse.
- 1757 : invasion de la Bohême par la Prusse.
- 1775 : invasion du Canada par les partisans américains durant la guerre d'indépendance des États-Unis.
- 1788 : Invasion du Nepal par une armée sino-tibétaine.
- 1812-1814 : invasions du Canada par les États-Unis durant la guerre anglo-américaine de 1812.
- 1858 : invasion du Viêt Nam par les Français.
- 1904 : Invasion du Tibet par l'armée de l'Inde britannique (1903–1904).
- 1910 : invasion du Tibet par l'armée chinoise de l'empire mandchou de la dynastie Qing.
- 1915 : invasion de Haïti par les États-Unis.

### Entre-deux-guerres
- 1931 : invasion de la Mandchourie par les Japonais.
- 1938-1939 : invasion de la Tchécoslovaquie par les Allemands et les Hongrois.

### Seconde Guerre mondiale(1939-1945)
- 1er septembre 1939 : invasion de la Pologne par les Allemands et l'Union soviétique, déclenchant la Seconde Guerre mondiale en Europe.
- 30 novembre 1939 : invasion de la Finlande par l'Union soviétique.

- 1940 : invasion de l'Albanie par les Grecs.
- 1940 : invasion de la Somalie Britannique, l'Égypte et la Grèce par les Italiens.
- 1940 : invasion du Danemark, de la Norvège, de la Belgique, de la France, du Luxembourg, des Pays-Bas, des Îles Anglo-Normandes, de la Roumanie et de l'Union soviétique par les Allemands.

- 1942-1943 : invasion du Timor portugais par les Australiens et les Néerlandais.

- 6 avril 1941 : invasion de la Yougoslavie par les Allemands, les Hongrois et les Italiens.
- 10 avril 1941 : invasion du Groenland par les États-Unis.
- 4 juin, 8 juin et 25 juillet 1941 : invasion de l'Iran, l'Irak et la Syrie par les Britanniques et les Forces françaises libres.
- 22 juin 1941 : invasion de l'Union soviétique par les Allemands (opération Barbarossa).
- 7 juillet 1941 : invasion de l'Islande par les États-Unis.
- 8 décembre, 16 décembre et 18 décembre 1941 : invasion de la Malaisie, Bornéo et Hong Kong par les Japonais.

- 1941 : invasion des îles Salomon par les États-Unis.
- 1941 : invasion de Guam, des Philippines, les îles Salomon et de Singapour par les Japonais.

- 1942 : invasion de l'Indonésie par les Japonais
- 8 novembre 1942 : invasion de l'Afrique du Nord par les États-Unis et les Britanniques (opération Torch).
- 1943 : invasion de l'Italie (Sicile) par les Britanniques et les États-Unis (opération Husky).
- 1943 : invasion de l'Italie par les États-Unis et les Britanniques.

- 15 mars 1944 : Invasion de la Hongrie par les Allemands.
- 6 juin 1944 : Invasion de la Normandie, France par les Alliés (opération Overlord).
- 1944 : Invasion de l'Allemagne par les Alliés.
- 1944 : invasion de la Bulgarie et de la Yougoslavie par l'Union soviétique.
- 1944 : Invasion de la Belgique, Les Pays-Bas, du Luxembourg, de la Grèce, des Philippines et de l'Albanie par les Alliés.
- 1944 : Invasion de Guam par les États-Unis.

- 29 mars 1945 : Invasion de la Pologne et de l'Autriche par l'Union soviétique.
- 11 avril 1945 : Invasion du Japon par les États-Unis.
- 1945 : Invasion de Burma par les Alliés.
- 9 août 1945 : Invasion de la Chine et de la Corée par l'Union soviétique.
- 30 août 1945 : Invasion de Hong Kong par les Britanniques.

### Après-guerre
- 1945 : Invasion du Viêt Nam par les Français, avec les Indiens et les Britanniques.
- 1948 : Invasion d'Israël par les pays arabes du Moyen-Orient.
- 1950-1951 : Invasion du Tibet par la République populaire de Chine.
- 1956 : Invasion de l'Égypte par la France, le Royaume-Uni et Israël.
- 1956 : Invasion de la Hongrie par l'Union soviétique.
- 1959 : Invasion manquée de Cuba par des Cubains alliés des États-Unis, particulièrement la CIA.
- 1968 : Invasion de la Tchécoslovaquie par le Pacte de Varsovie.
- 1971 : Invasion du Pakistan Oriental par les Indiens.
- 1973 : Invasion d'Israël par la Syrie et l'Égypte.
- 1974 : Invasion Chypre du Nord par la Turquie.
- 1975 : Invasion du Timor oriental par les Indonésiens.
- 1978 : Invasion du Cambodge par le Viêt Nam.
- 1979 : Invasion de l'Afghanistan par l'Union soviétique.
- 1982 : Invasion des Malouines d'abord par des civils argentins, suivis par les forces officielles argentines (opération Rosario).
- 1982 : Invasion des Malouines par le Royaume-Uni.
- 1982 : Invasion du Sud-Liban par Israël.
- 1983 : Invasion de la Grenade par les États-Unis et leurs alliés des Caraïbes.
- 1989 : Invasion du Panama par les États-Unis.
- 1990 : Invasion du Koweït par les Irakiens.
- 1991 : Invasion des Pays baltes par les Soviétiques (événements de janvier).
- 1991 : Libération du Koweït par une coalition forte de 34 pays menée par les États-Unis (opération Tempête du désert).
- 1994 : Invasion d'Haïti par une force multinationale (MNF) menée par les États-Unis.
- 1999 : Invasion du Daguestan par les indépendantistes tchétchènes.
- 2001 : invasion de l'Afghanistan par les États-Unis et leurs alliés.
- 2003 : invasion de l'Irak par une coalition menée par les États-Unis.
- 2008 : invasion de la Géorgie par la Russie.
- 2022 : invasion de l'Ukraine par la Russie.